# 杜五安
杜五安（1943年6月—），男，山西定襄人，中华人民共和国政治人物。

## 生平
早年担任定襄县神山公社镇安寨大队任党支部书记，后担任定襄县委副书记、书记。1983年任山西省粮食厅厅长。1987年10月，中共临汾地区委员会组建，他担任临汾地委首任书记。1988年，进入省委，任山西省人民政府副秘书长。1994年，任山西省交通厅厅长。1995年，任山西省副省长。2003年1月，任山西省人大常委会副主任。